# Neleu
Neleu (em grego: Νηλέας), na mitologia grega, foi um rei de Pilos, filho de Tiro e Poseidon, e pai de Pero, Alastor e Nestor.
Sua mãe, Tiro, era filha de Salmoneu e Alcidice, e foi criada por Creteu, irmão de Salmoneu; Salmoneu e Creteu eram filhos de Éolo e Enarete.
Tiro se apaixonou pelo deus-rio Enipeu, e costumava ir ao rio, implorando por ele; mas Posidão, na forma do rio, deitou-se com Tiro, gerando dois filhos gêmeos. Os filhos foram expostos, mas uma égua os encontrou, atingindo um dos dois na face, que ficou marcada para sempre; eles foram então cuidados pelo dono da égua. O irmão com a marca se chamou Pélias (de pelion, a marca), e o outro Neleu. Tiro também se casou com Creteu, seu tio e rei de Iolco, com quem teve vários filhos, Esão, Amythaon e Feres.
Quando Pélias e Neleu cresceram, descobriram quem eram, viram que sua mãe estava sendo maltratada, e mataram sua madrasta Sidero no altar de Hera.
Neleu brigou com seu irmão Pélias pelo trono de Iolco, e foi banido para a Messênia quando perdeu, onde fundou Pilos. Em uma outra versão, Pilos foi fundada pelos léleges, liderados por Pilo filho de Cleson, mas logo depois conquistada por Neleu e os pelasgos de Iolco.
Neleu casou-se com Clóris, filha de Anfião, e teve uma filha, Pero, e vários filhos: Taurus, Asterius, Pylaon, Deimachus, Eurybius, Epilaus, Phrasius, Eurymenes, Evagoras, Alastor, Nestor e Periclymenus. Periclymenus ganhou de Posidão o poder de se transformar no que quisesse.
Quando Héracles atacou Pilos, Periclymenus transformou-se em leão, cobra e abelha, mas foi morto por Héracles, junto com os outros filhos de Neleu, exceto Nestor, que estava vivendo entre os gerênios - habitantes de Gerênia, na Messênia.
Nestor foi seu sucessor como Rei de Pilos.